# Ipo Eysens
Ipo Eysens (em neerlandês: Ypo Eysens) foi um administrador e conselheiro político colonial neerlandês do século XVII que serviu à Companhia das Índias Ocidentais no Brasil. Diz-se que sua administração foi truculenta e ambiciosa, e que logo ao assumir poder se apoderou de um dos melhores engenhos da capitania.
Eysens foi nomeado diretor (governador) da Capitania da Paraíba em 1636, mas foi morto em 14 outubro do mesmo ano — e em pleno exercício do cargo — por soldados comandados pelo capitão Francisco Rebello, enquanto assistia à moagem de farinha no engenho Santo Antônio. Sobre tal morte há a seguinte referência na Revista do Instituto Archeológico e Geográphico Pernambucano, de 1883:
Por parte do rei [de Portugal], o capitão dos portugueses era Francisco Rebello, que cerca de seis semanas antes, na noite de 14 de outubro de 1636, assaltou de improviso o Sr. Ipo Eysens, diretor desta capitania, no engenho Espirito Santo, e o matou e a alguns dos seus, fazendo a outros prisioneiros (...)
Com sua morte, Elias Herckmans ocupa o cargo.